# سام وليامز (لاعب كرة قدم)
سام وليامز (بالإنجليزية: Sam Williams) (9 يونيو 1987 في المملكة المتحدة - ) هو لاعب كرة قدم بريطاني في مركز الهجوم. لعب مع أستون فيلا وبرايتون أند هوف ألبيون وكولتشستر يونايتد ونادي برينتفورد ونادي ريكسهام ونادي والسول ويوفل تاون وداغنهام وريدبريدج.

## وصلات خارجية
- سام وليامز على موقع قاعدة بيانات كرة القدم.إي يو (الإنجليزية)
- سام وليامز على موقع Soccerbase.com (لاعب) (الإنجليزية)